# She Will Be Loved
She Will Be Loved – ballada pop-rockowa amerykańskiego zespołu Maroon 5, która napisana została na potrzeby ich debiutanckiego albumu Songs About Jane (2002). Wyprodukowany przez Matta Vallace’a, utwór wydany został 21 czerwca 2004 jako trzeci singel promujący płytę.

## Listy utworów i formaty singla
Singel CD (Niemicy)
1. „She Will Be Loved” (Album Version) – 4:18
2. „This Love” (Kanye West Remix)
3. „Closer” (Live Acoustic Version (Nine Inch Nails Cover))

Singel CD (Europa)
1. „She Will Be Loved” (Album Version) – 4:18
2. „She Will Be Loved” (Live Acoustic Version) – 4:36

## Pozycje na listach przebojów
| Kraj/region               | Notowanie (2004)   | Wydawca              | Najwyższa pozycja |
| ------------------------- | ------------------ | -------------------- | ----------------- |
| Australia                 | Top 100 Singles    | ARIA Charts          | 1                 |
| Austria                   | Top 75 Singles     | Ö3 Austria Top 40    | 27                |
| Belgia ( Flandria)        | Ultratop 50        | Ultratop             | 27                |
| Belgia ( Region Waloński) | Ultratop 50        | Ultratop             | 1                 |
| Francja                   | Top 100 Singles    | SNEP                 | 23                |
| Holandia                  | Dutch Top 40       | MegaCharts           | 6                 |
| Irlandia                  | Top 50 Singles     | IRMA                 | 3                 |
| Kanada                    | Top 200 Singles    | Nielsen SoundScan    | 10                |
| Niemcy                    | Top 100 Singles    | Media Control Charts | 25                |
| Stany Zjednoczone         | Adult Contemporary | Billboard            | 4                 |
| Stany Zjednoczone         | Billboard Hot 100  | Billboard            | 5                 |
| Szwajcaria                | Top 100 Singles    | Schweizer Hitparade  | 18                |
| Wielka Brytania           | UK Singles Chart   | OCC                  | 4                 |